# Hassan Shahsavan
Hassan Shahsavan (ur. 30 grudnia 1975) – irański, a od 2005 roku australijski zapaśnik walczący w stylu klasycznym. Olimpijczyk z Pekinu 2008, gdzie zajął osiemnaste miejsce w kategorii 74 kg.
Zajął 23. miejsce na mistrzostwach świata w 2005 i 2010. Brązowy medalista igrzysk Wspólnoty Narodów w 2010. Mistrz Wspólnoty Narodów w 2005 i 2011. Czterokrotny złoty medalista mistrzostw Oceanii w latach 2007 - 2012 roku.